# Leionema elatius
Leionema elatius är en vinruteväxtart. Leionema elatius ingår i släktet Leionema och familjen vinruteväxter.

## Underarter
Arten delas in i följande underarter:
- L. e. beckleri
- L. e. elatius